# Методи проведення вибухових робіт
Методи проведення вибухових робіт (рос. методы взрывных работ, англ. blasting methods, нім. Methoden f pl der Sprengarbeiten) — узагальнююча назва схем ініціювання і способів розміщення зарядів ВР стосовно об'єкта, що підривається, який характеризуються формою і розмірами зарядів, наявністю і видом порожнин або гірничих виробок, що вміщають заряди.